# 太平湾街道
太平湾街道，是中华人民共和国辽宁省丹东市振安区下辖的一个乡镇级行政单位，四周被宽甸满族自治县和朝鲜民主主义人民共和国包围，为振安区的飞地。

## 行政区划
太平湾街道下辖以下地区：
望江村和六局社区。